# Dyskont
Dyskont (ang. discount „obniżka ceny, rabat”) – sklep sprzedający towar w ograniczonym asortymencie i w obniżonych cenach. Główną strategią dyskontów jest przyciąganie klientów obecnością towarów o niskich cenach i agresywną polityką promocyjną, skierowaną przede wszystkim na niskie ceny.
Dzięki ograniczeniu liczby pozycji asortymentowych dyskonty zmniejszają koszty działalności, przyspieszają rotację towarów, co pozwala na redukcję cen dla klientów. Dyskonty często sprzedają towar bez wykładania go na półki, prosto z opakowań zbiorczych umieszczonych na paletach transportowych. Dyskonty często tworzą marki własne, które mają na celu obniżenie kosztów marketingu i zwiększenie dochodowości sieci dyskontów poprzez uzyskanie wyższych marż niż w przypadku produktów marek producenckich.